# Canet-en-Roussillon
Canet-en-Roussillon (tiếng Catalunya: Canet de Rosselló) là một xã thuộc tỉnh Pyrénées-Orientales trong vùng Occitanie phía nam Pháp. Xã này có diện tích 3022 héc ta, nằm ở khu vực có độ cao trung bình 6 mét trên mực nước biển.

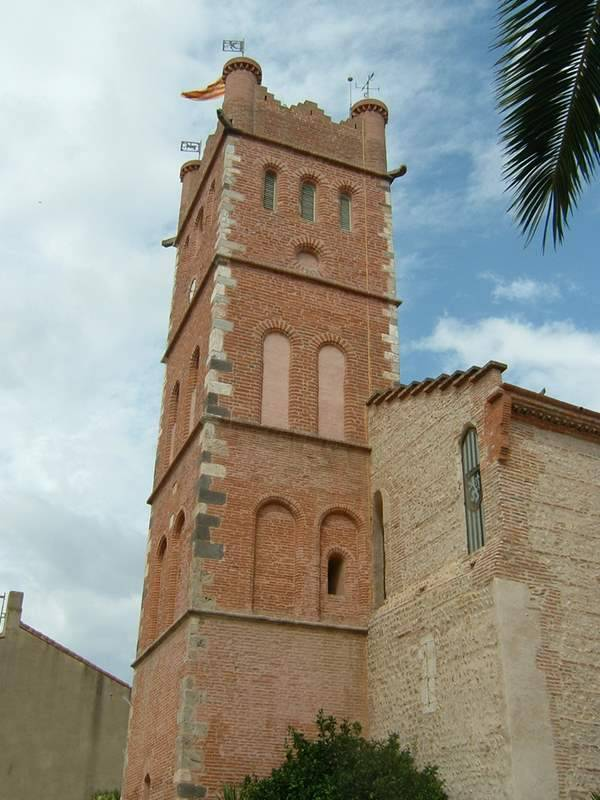

## Thành phố kết nghĩa
- Maynooth, Ireland (2011)[1]